# شهرستان لا ژاک-کارتیه
شهرستان لا ژاک-کارتیه (به انگلیسی: La Jacques-Cartier Regional County Municipality) یک منطقهٔ مسکونی در کانادا است که در کاپیتل-ناسیونال واقع شده‌است. شهرستان لا ژاک-کارتیه ۳٬۳۲۱٫۲۰ کیلومتر مربع مساحت و ۳۶٬۸۸۳ نفر جمعیت دارد.